# Església de Sant Pere de Riudebitlles
L'església de Sant Pere està situada dintre del nucli més antic de la vila. En el seu origen era l'església de l'antic monestir benedictí de Sant Pere de Riudebitlles, fundat per Guifré de Mediona, senyor del lloc, i documentat des del 1026. El temple va ser reedificat entre els anys 1778 i 1780, de manera que només es conserven alguns elements romànics i gòtics de la construcció primitiva.

## Descripció
L'edifici té una sola nau amb absis poligonal i capelles laterals, per damunt de les quals hi ha una galeria. La façana presenta una porta d'accés romànica amb arquivoltes i brancals que mostren motius ornamentals. El campanar té planta octogonal. L'església es cobreix amb teulada a doble vessant.
A la dovella central superior de la portalada romànica es conserva un relleu amb la figura de mig cos de Sant Pere amb el bàcul sobre el cap i amb una clau a una mà i una palmeta a l'altra (la del martiri). A sobre mateix, però fora de l'arc de la portalada, hi ha un relleu amb la figura d'un xai vist lateralment, amb el cap girat endarrere i portant orla i una creu (el xai místic). Al coronament de la façana hi ha, en alt relleu, un animal fabulós, de mig cos i amb les dues potes del davant. Esquematització i expressionisme propis del romànic.
A l'església hi ha una pintura al fresc policroma, composta de dos panells i dues figures (Sant Erasme i Sant Jeroni), situada als panys laterals de l'absis. En un dels panells està representada l'escena de la Predicació de Pere, situat al centre, voltat de personatges (un soldat i tres apòstols a la dreta i tres dones, un nen i un home a l'esquerra) sobre alguns dels quals hi disposa una llengua de foc. L'escena està presidida pel colom de l'Esperit Sant i està situada sobre un paisatge amb ciutat al fons. El segon panell presenta l'escena de l'aparició de Jesús a Pere després de la Resurrecció, moment que li confia el govern de l'Església (Crist està al centre, voltat d'apòstols: quatre a l'esquerra i Pere a la dreta). El fons és de paisatge de part de mar amb barques, peixos i xarxes. Figurativisme tipificat.
Pintura i escultura de Sant Pere. és obra de Tomàs Bel (Escultor), Jordi Cantó (Decorador) i Lluciá Navarro i Rodon (Pintor i decorador). Escultura exempta, de fusta, adossada a la paret, amb la figura de Sant Pere assegut, vestit amb túnica i orla, amb una mà fent el senyal de predicació i amb la clau a l'altra. Al seu voltant hi ha, al mur posterior, una representació pictòrica policromada d'elements relacionats amb el Sant: la barca, el gall de la Passió, els peixos, les cadenes i elements relacionats amb el Papat.

## Història
L'església correspon a la de l'antic Priorat benedictí fundat abans de l'any 1026, encara que les restes més antigues de l'actual semblen correspondre al segle xii, amb reformes dels segles XVII, xviii i xix. Al Cartulari de Sant Cugat es pot llegir la primera referència documental on se cita segurament aquesta església, dedicada a Santa Maria i Sant Pere, datada el febrer del 917. El 1331, se sap que existia una comunitat religiosa en el Priorat de Sant Pere, composta de quatre monjos sota la supervisió d'un prior. L'any 1346, essent prior Nicolau, aleshores també Cardenal, els veïns van voler que a càrrec seu es pagués una campana, un guarda a l'església, així com el manteniment de l'edifici i ornaments, entre altres coses. Després de pledejar es va arribar al compromís que les campanes les havien de fer i pujar al campanar els mateixos veïns; els ornats, els sagristans; també els veïns havien de pagar el salari de la guarda de l'església, i el prior, el menjar. A més a més d'aquestes càrregues econòmiques, de les obres de l'església i el Pont, els parroquians havien de pagar els materials (s/d, Documents relatius a la capella de Santo Domingo, ss. XVIII-XIX).
El 1406, Don Pero Martínez de Luna, després papa Benet XIII, va ser prior d'aquesta comunitat, amb una desgraciada gestió que va empobrir considerablement el priorat.
El 1428 el priorat passà a dependre de l'abadia de Montserrat.
El 1632, l'església devia resultar petita, doncs els santperencs van sol·licitar a l'abat suport econòmic per ampliar-la, en funció de l'antic acord del segle xiv, però no ho van aconseguir. De moment no se sap qui va pagar finalment les obres, però, el 13 de gener del 1650, s'adjudicaren les obres d'ampliació de la nau eclesial romànica. Restes d'elements gòtics encara visibles, indiquen que aquesta no era la primera ampliació.
L'església, ara parroquial, fou reedificada entre el 1778 i el 1780, afegint elements d'estil barroc. El 1802, la parròquia va començar a ser regida per capellans del bisbat i no per monjos de Montserrat. El 1888 s'inicien les obres de la nova capella del Santíssim, obra d'estil neogòtic, manada fer per Mossèn Otzet (enterrat en aquest lloc). Aquesta ocupa una antiga construcció rectoral just al costat de l'església i el campanar. Es conserven part dels plànols originals, obra del mestre Miquel, de Sant Pere, continuador d'una antiga nissaga de mestres d'obres. Les portes metàl·liques d'aquesta capella, també d'estil neogòtic, les va pagar mossèn Aleix Prats i Mas.
Com en altres llocs, també aquesta església va patir un incendi l'any 1936. Segons l'inventari del tresor artístic de les parròquies de la diòcesi de Barcelona de l'any 1926 hi havia tres altars dedicats respectivament a Santa Margarida, d'estil neoclàssic, a Sant Josep, d'estil barroc i al Sant Crist, d'estil rococó, a més de l'altar major, d'estil neoclàssic, datat del 1804.
L'any 1909 s'hi realitzaren obres de restauració.